# A Última Vez que Vi Macau
A Última Vez que Vi Macau (em francês:  La Dernière Fois que j'ai vu Macao) é um filme luso-francês realizado por João Pedro Rodrigues e João Rui Guerra da Mata. O filme foi projectado no Festival Internacional de Cinema de Locarno a 6 de agosto de 2012, onde este foi indicado ao prémio Leopardo de Ouro, recebendo uma menção especial do júri.
O filme foi exibido nos cinemas portugueses a 14 de março de 2013 e nos cinemas franceses a 29 de maio do mesmo ano.

## Elenco
- João Pedro Rodrigues
- João Rui Guerra da Mata
- Cindy Scrash
- Lydie Barbara

## Reconhecimentos
| Ano  | Prémios                                                            | Categorias                            | Destinatários e nomeados                                     | Resultado | Ref(s)        |
| ---- | ------------------------------------------------------------------ | ------------------------------------- | ------------------------------------------------------------ | --------- | ------------- |
| 2012 | Festival Internacional de Cinema de Locarno                        | Leopardo de Ouro                      | João Pedro Rodrigues João Rui Guerra da Mata                 | Indicado  | [ 6 ] [ 7 ]   |
| 2012 | Festival Internacional de Cinema de Locarno                        | Menção Especial do Júri               | A Última Vez que Vi Macau                                    | Venceu    | [ 6 ] [ 7 ]   |
| 2012 | Festival Internacional de Cinema de Locarno                        | Prémio Especial do Júri Internacional | João Pedro Rodrigues João Rui Guerra da Mata                 | Indicado  | [ 6 ] [ 7 ]   |
| 2012 | Festival Internacional de Cinema de Locarno                        | Prémio de Melhor Realizador           | João Pedro Rodrigues João Rui Guerra da Mata                 | Indicado  | [ 6 ] [ 7 ]   |
| 2012 | Caminhos do Cinema Português                                       | Melhor Montagem                       | Raphaël Lefèvre                                              | Venceu    | [ 8 ] [ 9 ]   |
| 2012 | Festival de Cinema Luso-Brasileiro de Santa Maria da Feira         | Melhor Filme                          | João Pedro Rodrigues João Rui Guerra da Mata                 | Venceu    | [ 10 ] [ 11 ] |
| 2012 | Festival de Cinema Luso-Brasileiro de Santa Maria da Feira         | Melhor Actor                          | João Rui Guerra da Mata                                      | Venceu    | [ 10 ] [ 11 ] |
| 2012 | Festival Internacional de Documentários de Copenhaga               | Prémio DOX                            | João Pedro Rodrigues João Rui Guerra da Mata                 | Indicado  | [ 12 ]        |
| 2012 | Festival Internacional de Cinema de La Roche-sur-Yon               | Competição Internacional              | João Pedro Rodrigues João Rui Guerra da Mata                 | Indicado  | [ 13 ]        |
| 2013 | Festival Black Movie (Festival Internacional de Cinema de Genebra) | Prémio da Crítica                     | João Pedro Rodrigues João Rui Guerra da Mata                 | Indicado  | [ 14 ] [ 15 ] |
| 2014 | 5ª edição dos Prémio Autores                                       | Melhor Filme                          | João Pedro Rodrigues João Rui Guerra da Mata                 | Venceu    | [ 16 ] [ 17 ] |
| 2014 | 2ª edição dos Prémios Sophia                                       | Melhor Filme                          | João Figueiras BlackMaria                                    | Venceu    | [ 18 ]        |
| 2014 | 2ª edição dos Prémios Sophia                                       | Melhor Argumento Original             | João Pedro Rodrigues João Rui Guerra da Mata                 | Venceu    | [ 18 ]        |
| 2014 | 2ª edição dos Prémios Sophia                                       | Melhor Direcção de Fotografia         | Rui Poças                                                    | Venceu    | [ 18 ]        |
| 2014 | 2ª edição dos Prémios Sophia                                       | Melhor Realizador                     | João Pedro Rodrigues João Rui Guerra da Mata                 | Indicado  | [ 18 ]        |
| 2014 | 2ª edição dos Prémios Sophia                                       | Melhor Direcção Artística             | João Rui Guerra da Mata                                      | Indicado  | [ 18 ]        |
| 2014 | 2ª edição dos Prémios Sophia                                       | Melhor Montagem                       | João Pedro Rodrigues João Rui Guerra da Mata                 | Indicado  | [ 18 ]        |
| 2014 | Prémios CinEuphoria                                                | Melhor Montagem                       | João Pedro Rodrigues João Rui Guerra da Mata Raphaël Lefèvre | Indicado  |               |